# Lazarus Straus

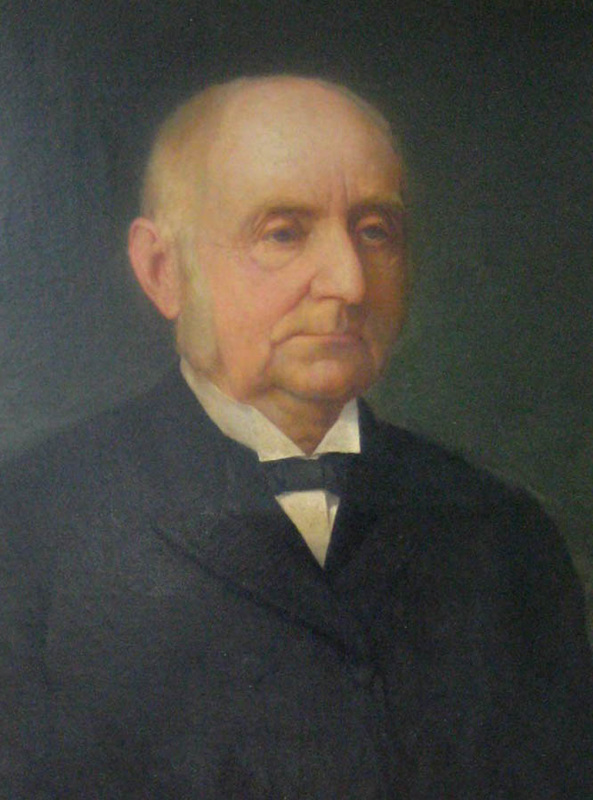
Lazarus Straus

Lazarus Straus (* 25. April 1809 in Otterberg bei Kaiserslautern; † 14. Januar 1898 in New York City) war ein deutsch-US-amerikanischer Kaufmann und Unternehmer. Er gründete 1866 ein Geschäft für Tafelgeschirr und Glaswaren in Manhattan, das zu einem bedeutenden Einzelhandels- und Kaufhauskonzern expandierte. Ab 1895/96 besaß er das New Yorker Kaufhaus Macy’s, an dem er zuvor bereits Anteile hielt. Als Philanthrop war er ein wichtiger Förderer der jüdischen Gemeinschaft New Yorks. Seine Söhne Isidor und Nathan Straus führten das Unternehmen fort.

## Familie
Lazarus Straus war das älteste von vierzehn Kindern des Isaac Straus und dessen Ehefrau Johanette. Ein Napoleonisches Dekret von 1808 verpflichtete Juden zur Annahme eines Familiennamens, worauf Isaac den Nachnamen Straus angenommen hatte. Lazarus’ Großvater, Jacob Lazarus, war auch unter den Namen Jacques Lazare bekannt. Er wurde im Département du Mont-Tonnerre (Donnersberg) am 26. Juli 1806 in die von Napoleon Bonaparte in Paris einberufene Versammlung jüdischer Honoratioren gewählt, welche zur jüdischen Emanzipation die Einrichtung des französischen Sanhedrins vorbereitete.
Aus Lazarus Straus’ erster, 1838 geschlossenen Ehe mit seiner Cousine Davora Fanni Levi († 1843) ging eine Tochter hervor. Nach dem Tod seiner ersten Frau heiratete er 1844 in zweiter Ehe deren Schwester Sara Levi (1823–1876), mit der er vier Söhne und eine Tochter hatte, darunter der Unternehmer und Abgeordnete Isidor Straus (1845–1912, starb mit seiner Ehefrau beim Untergang der Titanic), der Unternehmer Nathan Straus (1848–1931) und der US-Botschafter in der Türkei, Oscar Solomon Straus (1850–1926). Der vierte Sohn, Jakob Otto Straus (1849–1851), starb bereits als Kleinkind im Alter von anderthalb Jahren.

## Leben und Werk

### In der Rheinpfalz
Lazarus Straus besaß Land in Schallodenbach und Mehlbach in der Rheinpfalz (die ab 1816 zum Königreich Bayern gehörte) und war Getreidehändler. An der Revolution von 1848 nahm er nicht aktiv teil, war aber liberal eingestellt und sympathisierte mit ihr. Straus sah sich von Diskriminierung, Verdächtigungen und einem bevorstehenden Gerichtsprozess in Zweibrücken bedroht, bei dem er sich wegen seiner finanziellen Unterstützung der Revolution verantworten sollte. Da sich durch die Niederschlagung der Revolution zudem seine Hoffnung auf das volle Bürgerrecht für Menschen jüdischen Glaubens nicht erfüllte, wanderte er in die Vereinigten Staaten aus, wo er 1852 in Philadelphia eintraf, das zu dieser Zeit das Zentrum für deutsche Juden in den Vereinigten Staaten war.

### In Georgia
Straus folgte einer Empfehlung, dass er im Süden bessere Möglichkeiten vorfinden würde, und machte sich auf in den Bundesstaat Georgia, wo er in Oglethorpe zunächst als Hausierer arbeitete. Er lieferte mit einem Karren Waren an Plantagenbesitzer und deren Familien und überbrachte dabei auch Nachrichten. Bald eröffnete Straus mit dem Gewinn aus dem Verkauf seines Besitzes in Deutschland einen Gemischtwarenladen in der kleinen Gemeinde Talbotton und ließ 1854 seine Frau und seine Söhne nachkommen. Tochter Karoline aus seiner ersten Ehe blieb in Deutschland. Die Familie Straus war die einzige jüdische Familie im Ort.

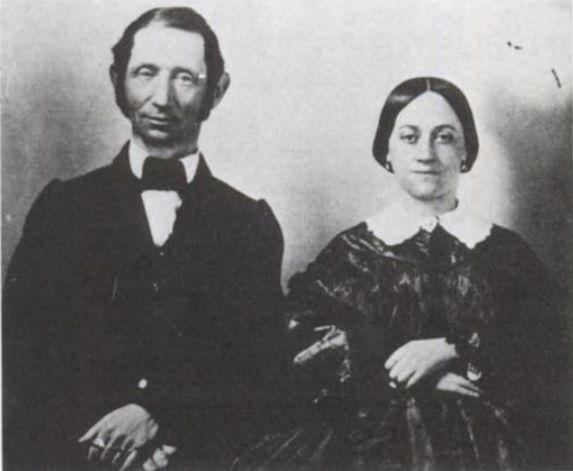
Lazarus und Sara Straus, um 1860

Obwohl er selbst Sklaven besaß, war Lazarus Straus ein Gegner der Sklaverei in den Vereinigten Staaten. Als sich die in der Konföderation vereinigten Südstaaten von den in der Union verbliebenen Nordstaaten (Unionsstaaten) abspalteten, weigerte er sich, für die Sezession zu stimmen. Während des amerikanischen Bürgerkriegs wurden die Vorräte knapp und die Preise stiegen. Eine Grand Jury in Talbotton befand, dass die hohen Preise die Schuld der jüdischen Händler waren, und verurteilte sie für ihr „bösartiges und unpatriotisches Verhalten“.
Zwar wurde nie eine Ausweisung aus dem Ort verfügt, jedoch war Straus bei den antisemitisch eingestellten Einwohnern des Ortes mit ihren kriegsbedingt stark erhitzten Gemütern derart unbeliebt, dass er Talbotton 1863 mit seiner Familie fluchtartig verließ und nach Columbus zog. Straus wollte nicht weiter in einer Gemeinschaft leben, die einen solchen Schatten auf seinen Charakter geworfen hatte. Einige der Bürger Talbottons hatten noch versucht, Straus zum Bleiben zu bewegen. Die Verfügung über das Haus der Familie überließ er seinem Sohn Nathan, der das Haus letztendlich gegen ein Pferd eintauschte.
In Columbus handelte seine Georgia Importing and Exporting Company mit Gütern des täglichen Bedarfs aus Europa und umging dabei die Blockade der Nordstaaten. Zum Ende des Bürgerkriegs erstürmte und brandschatzte die Kavallerie unter General James Harrison Wilson den Ort. Danach prognostizierte Straus, dass sich der Süden erst in einigen Jahrzehnten wieder erholen würde, weswegen er 1865 Georgia verließ und nach New York City zog. Er veräußerte den Rest seines Baumwolllagers, das seinen wichtigsten Vermögenswert darstellte, und beglich Schulden in New York und Philadelphia. Mit den 25.000 Dollar, die ihm danach blieben, und mit guter Bonität wollte er hier einen Neuanfang starten.

### In New York City

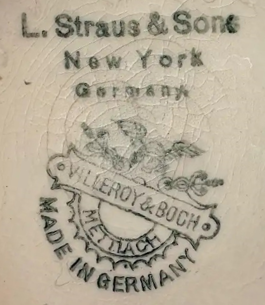
Stempel L. Straus & Sons auf einem Produkt des Keramikwarenherstellers Villeroy & Boch

Zusammen mit seinem Sohn Isidor gründete Lazarus Straus im Haus 165 Chambers Street ein Einzelhandelsgeschäft für Glaswaren und Tafelgeschirr. Mit dem Eintritt seiner beiden anderen Söhne in das Unternehmen firmierte es als L. Straus & Sons. Zu dem Gebrauchswarensortiment kamen bald teures ausländisches Porzellan, Uhren, Vasen und Bronzen hinzu. 1873 eröffnete die Familie Straus im Untergeschoss des Kaufhauses von Rowland H. Macy an der 14th Street eine eigene Abteilung. 1882 gründete er die New York and Rudolstadt Pottery Co. Inc., die im thüringischen Rudolstadt hochwertige Porzellanwaren produzierte und nach Amerika importierte. Nach Macys Tod 1877 erwarb Straus 1884 zunächst Anteile an dessen Geschäft Macy’s, 1895/1896 dann das gesamte Kaufhaus, das die Familie zum größten Kaufhaus der Vereinigten Staaten weiterentwickelte. 1895 betrieb Straus’ Unternehmen zusätzlich zu Rudolstadt in Karlsbad und Limoges noch zwei weitere europäische Porzellanmanufakturen.
Das Unternehmen Macy’s war nur einer der zahlreichen Vorstöße der Familie Straus in den Einzelhandel und in Kaufhäuser. 1876, im Jahr der Centennial Exhibition in Philadelphia, eröffneten sie dort einen Ausstellungsraum für Großhandelskunden und ein Einzelhandelsgeschäft. Im Anschluss an die Ausstellung schloss Straus einen Vertrag mit John Wanamaker, um den Warenbestand des Unternehmens in Wanamakers Kaufhaus in Philadelphia unterzubringen. In den 1880er und 1890er Jahren unterhielten L. Straus & Sons beträchtliche Abteilungen in großen Kaufhäusern wie in Boston (R. H. White Co. und Jordan March & Co.), Chicago (J. H. Walker & Co. und Mandel Bros.), Baltimore (Joel Gutman & Co.), Philadelphia (Strawbridge & Clothier, nach einem Vertragsstreit mit Wanamaker), Washington, D.C. (Woodward & Lothrop) und Brooklyn (Wechsel & Abraham, später Abraham & Straus). Darüber hinaus unterhielt Straus Niederlassungen in London, Paris, Böhmen und an anderen Orten.
Lazarus Straus war ein enger Freund von Maier Lehmann, einem der Gründer des Bankhauses Lehman Brothers, beide kannten sich seit den Revolutionstagen. Als Philanthrop unterstützte Straus unter anderem wissenschaftliche Projekte und Bildungsinstitutionen, so zum Beispiel Meyer Kayserlings Forschungsprojekt zur Geschichte der sephardischen Juden auf der iberischen Halbinsel. Er war Mitglied der Beth-Elohim-Gemeinde und galt als tief verwurzelt in der jüdischen Gemeinschaft New Yorks; Henry Hall nannte ihn in seinem Buch America’s Successful Men of Affairs. The city of New York “a prominent Hebrew”, also „einen bekannten Hebräer“; das Haus der Bayerischen Geschichte bezeichnete ihn als „Patriarch des deutschen Judentums in New York“. Er trug mit Spenden zum Unterhalt des Mount Sinai Hospital und des Montefiore Home for Chronic Disease bei. Drei seiner Söhne „gelangten in wichtigen Positionen zu erheblichem Renommee in der Gesellschaft“.
Lazarus Straus starb am 14. Januar 1898 im Alter von 88 Jahren in seinem Haus, 23 West 56th Street in Manhattan. Als Todesursache wurde Aortenklappeninsuffizienz, Leberzirrhose, Schrumpfniere und Herzversagen festgestellt. Er war bis in die letzten Wochen seines Lebens in die Geschäfte des Unternehmens involviert. Sein Grab befindet sich auf dem Machpelah Cemetery in Ridgewood, Queens County, New York City; sein schriftlicher Nachlass wird in der New York Public Library aufbewahrt.

## Rezeption
Leon Harris schrieb in seinem Buch Merchant Princes von 1979: „Die einzige jüdische Kaufmannsfamilie in Amerika, die mit den Rothschilds in Europa vergleichbar ist, ist die Familie Straus. Sie ist die einzige Familie – mit Ausnahme der Rosenwalds –, die ein großes Vermögen angehäuft und einen Lebensstil geschaffen hat, der in Bezug auf Luxus, Großzügigkeit und Service so bemerkenswert ist wie der der Rothschilds.“
In seinem Buch über Jewish Boston History Sites nannte Michael A. Ross die Familie Straus einen „Titan unter den amerikanischen Kaufhaus[betreibern]“.